# Kościół Wniebowzięcia Najświętszej Maryi Panny w Homlu
Kościół Wniebowzięcia Najświętszej Marii Panny w Homlu (biał. Касцёл Унебаўзяцця Найсв. Панны Марыі ў Гомелі, ros. Костёл Успения Пресв. Девы Марии) – świątynia rzymskokatolicka istniejąca w Homlu od początków XIX wieku do połowy XX stulecia.

## Historia
Kościół katolicki w Homlu położony był naprzeciwko soboru prawosławnego, na rogu ulic Zamkowej i Feldmarszałkowskiej. Zbudowano go w latach 1818–1822 z polecenia hrabiego Rumiancewa według projektu Johna Clarca. Świątynia została zamknięta w dwudziestoleciu międzywojennym, a w czasie II wojny światowej zburzona. Obecnie w jej miejscu przebiega poszerzona ulica – parafialnym kościołem homelskich katolików jest dziś dawna cerkiew cmentarna Narodzenia Bogurodzicy.

## Galeria

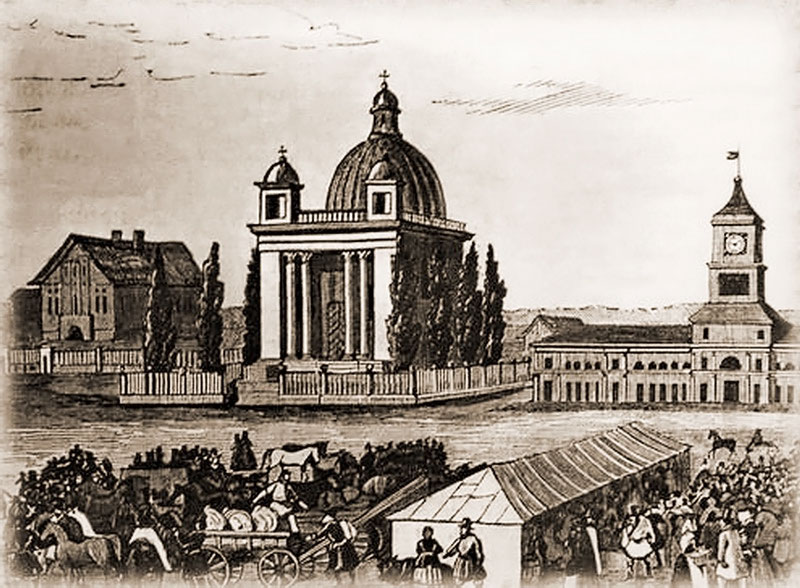
Kościół w 1848 roku
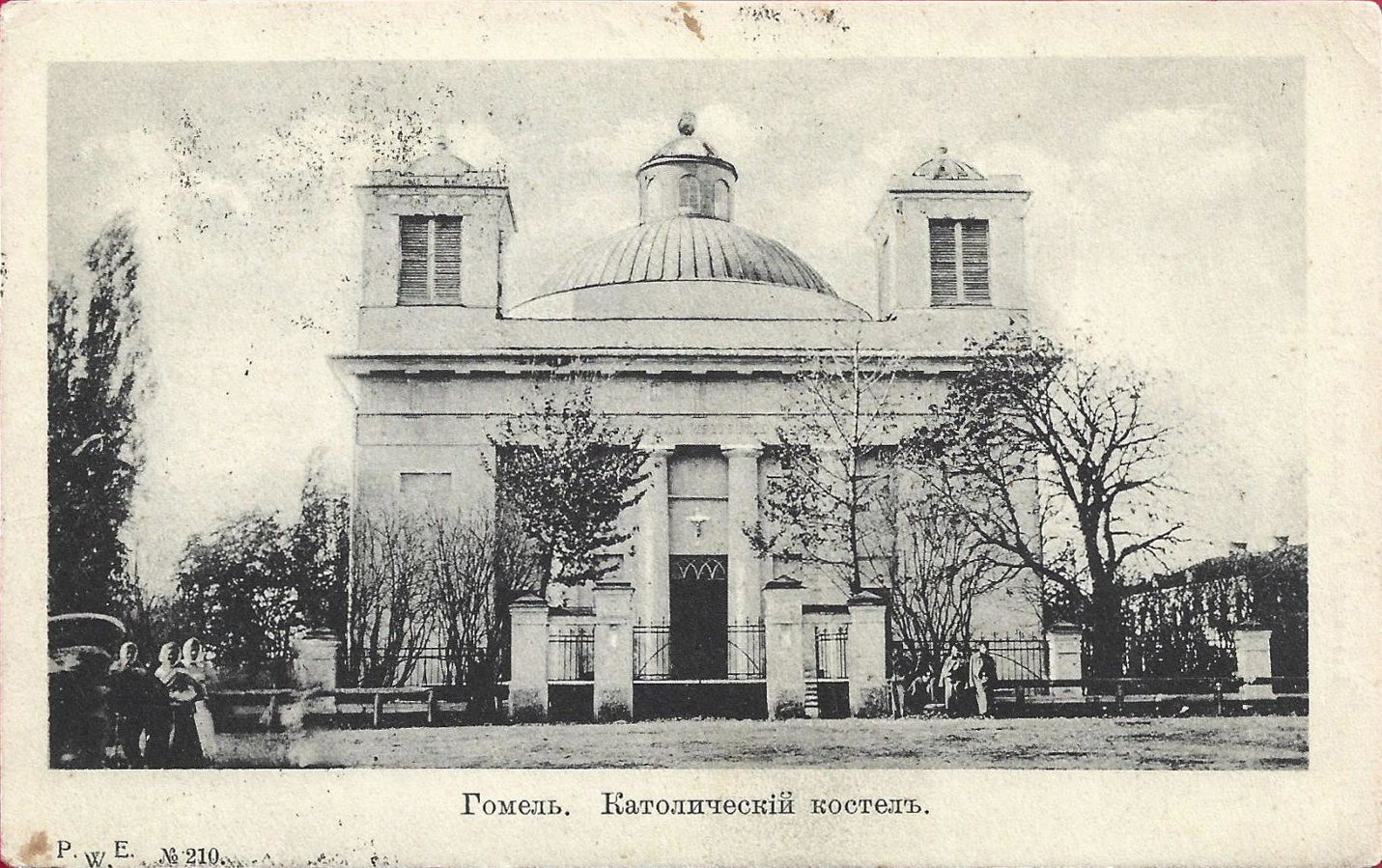
Kościół w 1908 roku
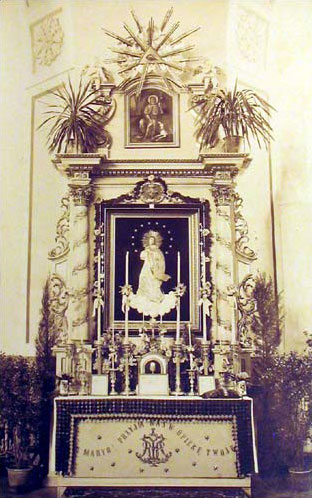
Ołtarz z obrazem Niepokalanej Panny Marii z 1900 roku